# Бруно Кнежевић
Бруно Кнежевић (Триљ, 12. март 1915 — Загреб, 26. март 1982) био је југословенски и хрватски фудбалер, фудбалски тренер, југословенски фудбалски репрезентативац, један од оснивача НК Динамо, функционер и председник тренерске организације и Фудбалског савеза Хрватске.

## Биографија и каријера
Рођен је 13. марта 1915. године у Чапорицама код Триља. Каријеру је започео у Бокељу 1927. године, за који је играо до 1934. године. Врхунац каријере Кнежевића био је током игре за БСК Београд (1934—1941), са којим је освојио Првенство Југославије 1935. и 1938/39. године. Током Другог светског рата играо је за ХАШК (1941—1945), а каријеру завршио у дресу НК Загреб (1945—1946).
За фудбалску репрезентацију Југославије одиграо је једну утакмицу, 3. априла 1938. године против репрезентације Пољске у Београду, на квалификационом мечу за одлазак на Светско првенство 1938. године.
Кнежевић је био један од оснивача НК Динамо, дуго година био је функционер у тренерској организацији и Фудбалском савезу Хрватске, чији је био и председник од 1968. до 1971. године. Био је потпредседник, члан изборне комисије и стручног савета Фудбалског савеза Југославије. Кнежевић се бавио и тренерским послом, 1949. године тренирао је Динамо Загреб и у два наврата НК Загреб. Поред посла у фудбалу, био је и правник.